# رونی پوروکارا
رونی پوروکارا (فنلاندی: Roni Porokara؛ زادهٔ ۱۲ دسامبر ۱۹۸۳) بازیکن فوتبال اهل فنلاند است.
از باشگاه‌هایی که در آن بازی کرده‌است می‌توان به باشگاه فوتبال هلسینکی و باشگاه فوتبال هاپوئل ایرونی کریات‌شمونا اشاره کرد.
وی همچنین در تیم‌های ملی فوتبال زیر ۲۱ سال فنلاند و فنلاند بازی کرده‌است.